# IC 3293
IC 3293 ist eine Spiralgalaxie vom Hubble-Typ S im Sternbild Haar der Berenike am Nordsternhimmel, die schätzungsweise 908 Millionen Lichtjahre von der Milchstraße entfernt ist.
Das Objekt wurde am 7. Mai 1904 von dem Astronomen Royal Harwood Frost entdeckt.